# Willy Zinkahn
Willy Zinkahn (* 1908; † 1992) war ein deutscher Ministerialbeamter und Experte für Bauplanungsrecht.

## Biografie
Von 1927 bis 1934 studierte Zinkahn Rechtswissenschaften und absolvierte den juristischen Vorbereitungsdienst (1933 Promotion an der Universität Bonn). Nach verschiedenen Verwendungen in Justiz und Verwaltung, u. a. im Reichsarbeitsministerium folgten Kriegsdienst und Gefangenschaft (1942–1950). Ab 1950 war er im Bundesministerium für Wohnungsbau tätig, seit 1969 als Abteilungsleiter mit der Amtsbezeichnung Ministerialdirektor. Zinkahn, der auch beruflich in Gesetzgebung und Verwaltungsvollzug mit dem Bauplanungsrecht befasst war, verfasste hierzu mehrere Werke, darunter einen Standardkommentar zum Baugesetzbuch. Zinkahn war auch Honorarprofessor an der Universität Bonn.

## Werke
- Neue Grundlagen der Zwangszusammenschlüsse im Wirtschaftsrecht. Lücker, Dortmund 1934. (zugleich Bonner rechts- und staatswissenschaftliche Dissertation)
- Bundesrechtliche Bebauungsgenehmigung (bebauungsrechtlicher Standortvorbescheid). In: ZfBR. 1985, S. 212–215. (Vortrag beim Kongress der Deutschen Gesellschaft für Baurecht, Arbeitskreis Öffentliches Baurecht.)
- mit Werner Ernst, Walter Bielenberg und Michael Krautzberger: Baugesetzbuch. Loseblatt-Kommentar, 114. Ergänzungslieferung. Beck, München 2014, ISBN 978-3-406-66536-3.